# Rattus tanezumi
Rattus tanezumi är en däggdjursart som beskrevs av Coenraad Jacob Temminck 1844. Rattus tanezumi ingår i släktet råttor och familjen råttdjur. IUCN kategoriserar arten globalt som livskraftig. Inga underarter finns listade i Catalogue of Life.
Arten blir med svans 350 till 422 mm lång, svanslängden är 171 till 210 mm och vikten ligger vid 140 till 240 g. Rattus tanezumi har 33 till 41 mm långa bakfötter och 18 till 24 mm stora öron. Pälsen på ovansidan är ofta styv men det finns några exemplar med mjuk päls. Ovansidans färg kan vara mörkbrun, grå eller rödaktig. Undersidan är täckt av vit päls, ibland med gul eller orange skugga. Svansens färg är mörkbrun till svart. Honor är i genomsnitt 10 mm kortare än hannar.
Denna råtta förekommer i östra och sydöstra Asien från östra Afghanistan till östra Kina och norra Malackahalvön. Arten introducerades av människor på södra Malackahalvön, på de flesta sydostasiatiska öar och på västra Nya Guinea. Rattus tanezumi lever även på Japan och Taiwan men populationernas ursprung är okänt. Arten vistas i låglandet och i bergstrakter upp till 2000 meter över havet. Denna råtta är en kulturföljare som ofta hittas i byar eller i jordbrukslandskap. Ibland vistas arten i öppna skogar.
Råttans föda utgörs bland annat av frön, frukter och ryggradslösa djur. Ibland äter den småfåglar eller mindre gnagare. Vid människans samhällen har den även matrester som föda. På sydostasiatiska öar har honor 4 till 7 ungar per kull. Enligt en studie från Filippinerna kan honor bli brunstiga under olika årstider över hela året.